# Letnie Grand Prix w skokach narciarskich 2010
Letnie Grand Prix w skokach narciarskich 2010 – 17. edycja Letniego Grand Prix, która rozpoczęła się 7 sierpnia 2010 roku w Hinterzarten, a zakończyła 3 października 2010 w Klingenthal. Rozegrano 10 konkursów - 9 indywidualnych oraz 1 drużynowy. Po raz pierwszy w historii zawody tego cyklu odbyły się w Wiśle. Po raz pierwszy od początku rozgrywania w ramach Letniego Grand Prix Turnieju Czterech Narodów nie został rozegrany konkurs we Włoszech, w związku z czym do klasyfikacji Turnieju zostały zaliczone wyniki jedynie z trzech konkursów.

## Zwycięzcy

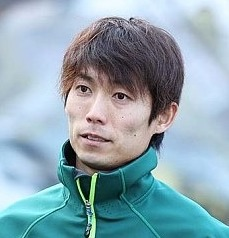
Daiki Itō, zwycięzca Letniego Grand Prix 2010
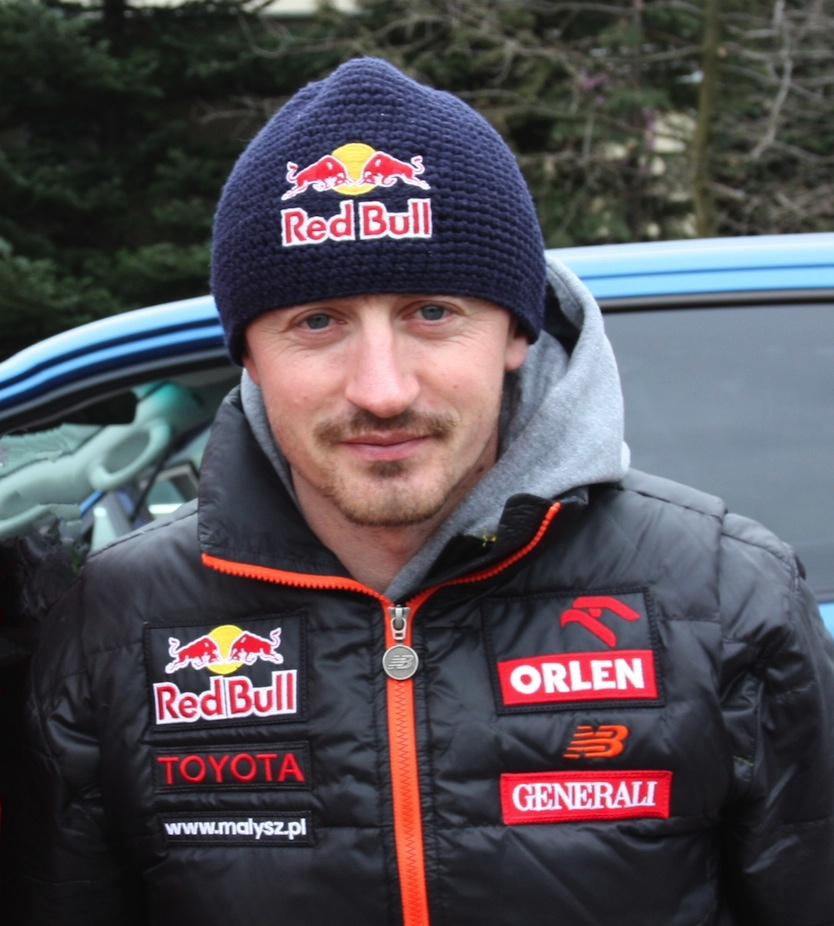
Adam Małysz, zwycięzca Turnieju Narodów 2010
Reprezentacja Polski, zdobywcy Pucharu Narodów

## Kalendarz i wyniki
| Lp.                                           | Data                                          | Miejscowość                                   | HS                                            | Uwagi                                         | 1. miejsce                                                               | 2. miejsce                                                                             | 3. miejsce                                                                      |
| --------------------------------------------- | --------------------------------------------- | --------------------------------------------- | --------------------------------------------- | --------------------------------------------- | ------------------------------------------------------------------------ | -------------------------------------------------------------------------------------- | ------------------------------------------------------------------------------- |
| 1.                                            | 7 sierpnia 2010                               | Hinterzarten                                  | HS-108                                        | druż.                                         | Polska 1. Maciej Kot 2. Krzysztof Miętus 3. Dawid Kubacki 4. Adam Małysz | Norwegia 1. Bjørn Einar Romøren 2. Johan Remen Evensen 3. Anders Jacobsen 4. Tom Hilde | Niemcy 1. Michael Neumayer 2. Andreas Wank 3. Severin Freund 4. Michael Uhrmann |
| 2.                                            | 8 sierpnia 2010                               | Hinterzarten                                  | HS-108                                        | TN                                            | Adam Małysz                                                              | Thomas Morgenstern                                                                     | Kalle Keituri                                                                   |
| 3.                                            | 13 sierpnia 2010                              | Courchevel                                    | HS-132                                        | TN                                            | Daiki Itō                                                                | Thomas Morgenstern David Zauner                                                        | –                                                                               |
| 4.                                            | 15 sierpnia 2010                              | Einsiedeln                                    | HS-117                                        | TN                                            | Daiki Itō                                                                | Adam Małysz                                                                            | Maciej Kot                                                                      |
| Turniej Narodów 2010 – klasyfikacja końcowa   | Turniej Narodów 2010 – klasyfikacja końcowa   | Turniej Narodów 2010 – klasyfikacja końcowa   | Turniej Narodów 2010 – klasyfikacja końcowa   | Turniej Narodów 2010 – klasyfikacja końcowa   | Adam Małysz                                                              | Thomas Morgenstern                                                                     | Daiki Itō                                                                       |
| 5.                                            | 20 sierpnia 2010                              | Wisła                                         | HS-134                                        | nocny                                         | Adam Małysz                                                              | Kamil Stoch                                                                            | Daiki Itō                                                                       |
| 6.                                            | 21 sierpnia 2010                              | Wisła                                         | HS-134                                        | –                                             | Kamil Stoch                                                              | Daiki Itō                                                                              | Tom Hilde                                                                       |
| 7.                                            | 28 sierpnia 2010                              | Hakuba                                        | HS-131                                        | nocny                                         | Daiki Itō                                                                | Dawid Kubacki                                                                          | Kamil Stoch                                                                     |
| 8.                                            | 29 sierpnia 2010                              | Hakuba                                        | HS-131                                        | nocny                                         | Kamil Stoch                                                              | Dawid Kubacki                                                                          | Fumihisa Yumoto                                                                 |
| 9.                                            | 1 października 2010                           | Liberec                                       | HS-134                                        | nocny                                         | Adam Małysz                                                              | Tom Hilde                                                                              | Kamil Stoch                                                                     |
| 10.                                           | 3 października 2010                           | Klingenthal                                   | HS-140                                        | –                                             | Kamil Stoch                                                              | Thomas Morgenstern                                                                     | Gregor Schlierenzauer                                                           |
| Letnie Grand Prix 2010 – klasyfikacja końcowa | Letnie Grand Prix 2010 – klasyfikacja końcowa | Letnie Grand Prix 2010 – klasyfikacja końcowa | Letnie Grand Prix 2010 – klasyfikacja końcowa | Letnie Grand Prix 2010 – klasyfikacja końcowa | Daiki Itō                                                                | Kamil Stoch                                                                            | Adam Małysz                                                                     |

## Statystyki indywidualne
| Zawodnik | Hinterzarten 08.08 | Courchevel 13.08 | Einsiedeln 15.08 | Wisła 20.08 | Wisła 21.08 | Hakuba 28.08 | Hakuba 29.08 | Liberec 01.10 | Klingenthal 03.10 |         |         |
| Austria | Austria            | Austria          | Austria          | Austria     | Austria     | Austria      | Austria      | Austria       | Austria           | Austria | Austria |
| --- | ------------------ | ---------------- | ---------------- | ----------- | ----------- | ------------ | ------------ | ------------- | ----------------- | ------- | ------- |
| Thomas Diethart | –                  | –                | –                | –           | –           | 35           | 36           | 44            | –                 |         |         |
| Markus Eggenhofer | –                  | –                | –                | –           | –           | 42           | 26           | –             | –                 |         |         |
| Michael Hayböck | –                  | –                | –                | –           | –           | –            | –            | q             | –                 |         |         |
| Martin Koch | –                  | –                | –                | 28          | 21          | –            | –            | –             | –                 |         |         |
| Andreas Kofler | –                  | –                | –                | 32          | 23          | –            | –            | –             | 16                |         |         |
| Wolfgang Loitzl | –                  | –                | –                | 12          | 13          | –            | –            | –             | 10                |         |         |
| Thomas Morgenstern | 2                  | 2                | 14               | 6           | 5           | –            | –            | 6             | 2                 |         |         |
| Lukas Müller | 30                 | 28               | 23               | –           | –           | –            | –            | q             | –                 |         |         |
| Gregor Schlierenzauer | –                  | –                | –                | 8           | 8           | –            | –            | –             | 3                 |         |         |
| Andreas Strolz | 28                 | 29               | 18               | –           | –           | 23           | 31           | 48            | –                 |         |         |
| David Unterberger | 20                 | 25               | q                | q           | 38          | –            | –            | –             | –                 |         |         |
| David Zauner | 26                 | 2                | 16               | 15          | 16          | –            | –            | –             | 5                 |         |         |
| Bułgaria |                    |                  |                  |             |             |              |              |               |                   |         |         |
| Władimir Zografski | 17                 | 5                | –                | –           | –           | –            | –            | –             | 29                |         |         |
| Czechy |                    |                  |                  |             |             |              |              |               |                   |         |         |
| Antonín Hájek | –                  | –                | –                | 31          | 41          | –            | –            | 46            | –                 |         |         |
| Lukáš Hlava | 20                 | 23               | 18               | –           | –           | 13           | 18           | 23            | 32                |         |         |
| Jakub Janda | –                  | –                | –                | 18          | 16          | –            | –            | 19            | –                 |         |         |
| Roman Koudelka | q                  | 40               | 45               | –           | –           | –            | –            | 34            | 19                |         |         |
| Čestmír Kožíšek | –                  | –                | –                | –           | –           | –            | –            | q             | –                 |         |         |
| Jan Matura | 40                 | 18               | 13               | 45          | 27          | 26           | 14           | 27            | q                 |         |         |
| Jiří Mazoch | –                  | –                | –                | –           | –           | –            | –            | q             | –                 |         |         |
| Borek Sedlák | 45                 | 19               | 28               | 10          | 18          | 5            | 9            | 31            | 41                |         |         |
| Ondřej Vaculík | –                  | –                | –                | –           | –           | –            | –            | 40            | –                 |         |         |
| Finlandia |                    |                  |                  |             |             |              |              |               |                   |         |         |
| Janne Ahonen | 34                 | –                | –                | –           | –           | –            | –            | –             | –                 |         |         |
| Matti Hautamäki | 27                 | 7                | 47               | –           | –           | –            | –            | 29            | 8                 |         |         |
| Kalle Keituri | 3                  | 12               | 5                | 16          | 10          | –            | –            | 17            | 47                |         |         |
| Kai Kovaljeff | –                  | –                | 38               | 42          | 20          | –            | –            | –             | –                 |         |         |
| Ville Larinto | –                  | q                | –                | 25          | 22          | –            | –            | 35            | 20                |         |         |
| Olli Muotka | q                  | 43               | 30               | 47          | 39          | 36           | 23           | 28            | 25                |         |         |
| Harri Olli | 32                 | 27               | 5                | 11          | 11          | 10           | 8            | 37            | 26                |         |         |
| Juha-Matti Ruuskanen | –                  | –                | –                | –           | –           | 32           | 25           | –             | –                 |         |         |
| Francja |                    |                  |                  |             |             |              |              |               |                   |         |         |
| Emmanuel Chedal | q                  | 24               | 9                | –           | –           | –            | –            | 24            | 21                |         |         |
| Ronan Lamy Chappuis | –                  | q                | –                | –           | –           | –            | –            | –             | –                 |         |         |
| Alexandre Mabboux | –                  | q                | –                | –           | –           | –            | –            | –             | –                 |         |         |
| Nicolas Mayer | –                  | q                | –                | –           | –           | –            | –            | 49            | q                 |         |         |
| Vincent Descombes Sevoie | q                  | 21               | 34               | –           | –           | –            | –            | 13            | 14                |         |         |
| Japonia |                    |                  |                  |             |             |              |              |               |                   |         |         |
| Kazuyoshi Funaki | 35                 | 38               | 26               | 48          | 36          | 22           | –            | –             | –                 |         |         |
| Akira Higashi | –                  | –                | –                | –           | –           | 21           | –            | –             | –                 |         |         |
| Shūsaku Hosoyama | –                  | –                | –                | –           | –           | 26           | –            | –             | –                 |         |         |
| Daiki Itō | 6                  | 1                | 1                | 3           | 2           | 1            | 4            | –             | –                 |         |         |
| Noriaki Kasai | 23                 | 48               | 35               | 44          | 44          | –            | –            | –             | –                 |         |         |
| Yoshihiko Osanai | –                  | –                | –                | –           | –           | 18           | –            | –             | –                 |         |         |
| Yukio Sakano | –                  | –                | –                | –           | –           | 43           | –            | –             | –                 |         |         |
| Kento Sakuyama | –                  | –                | –                | –           | –           | 40           | –            | –             | –                 |         |         |
| Taku Takeuchi | 4                  | 17               | 20               | 22          | 19          | 7            | 10           | –             | –                 |         |         |
| Shōhei Tochimoto | 12                 | 20               | 25               | 17          | 9           | 9            | 5            | –             | –                 |         |         |
| Kazuya Yoshioka | –                  | –                | –                | –           | –           | 16           | 17           | 36            | 45                |         |         |
| Yūta Watase | –                  | –                | –                | –           | –           | 17           | 15           | 18            | 33                |         |         |
| Fumihisa Yumoto | 13                 | 44               | 24               | 23          | 31          | 6            | 3            | –             | –                 |         |         |
| Kazachstan |                    |                  |                  |             |             |              |              |               |                   |         |         |
| Iwan Karaułow | q                  | –                | –                | –           | –           | –            | –            | –             | –                 |         |         |
| Nikołaj Karpienko | 39                 | 26               | 31               | 46          | 42          | –            | –            | 45            | 24                |         |         |
| Aleksiej Korolow | q                  | –                | –                | –           | –           | –            | –            | –             | –                 |         |         |
| Jewgienij Lowkin | –                  | –                | –                | –           | –           | 37           | 37           | –             | –                 |         |         |
| Konstantin Sokolenko | –                  | –                | –                | –           | –           | –            | –            | –             | q                 |         |         |
| Radik Żaparow | 19                 | q                | q                | q           | 40          | 30           | 27           | 47            | –                 |         |         |
| Korea Południowa |                    |                  |                  |             |             |              |              |               |                   |         |         |
| Choi Heung-chul | 38                 | 33               | 12               | –           | –           | 12           | 21           | –             | –                 |         |         |
| Choi Yong-jik | q                  | –                | –                | –           | –           | –            | –            | –             | –                 |         |         |
| Kang Chil-ku | q                  | –                | –                | –           | –           | –            | –            | –             | –                 |         |         |
| Kim Hyun-ki | 41                 | q                | 49               | –           | –           | 19           | 29           | –             | –                 |         |         |
| Niemcy |                    |                  |                  |             |             |              |              |               |                   |         |         |
| Pascal Bodmer | –                  | 13               | q                | 26          | 36          | –            | –            | –             | 30                |         |         |
| Tobias Bogner | –                  | –                | –                | –           | –           | –            | –            | –             | q                 |         |         |
| Richard Freitag | –                  | –                | –                | 39          | 34          | –            | –            | q             | q                 |         |         |
| Severin Freund | 9                  | 16               | 10               | –           | –           | 4            | 7            | 5             | 9                 |         |         |
| Stephan Hocke | –                  | –                | –                | –           | –           | 34           | 28           | –             | –                 |         |         |
| Maximilian Mechler | –                  | –                | –                | –           | –           | 41           | 32           | 10            | 6                 |         |         |
| Julian Musiol | –                  | –                | –                | –           | –           | –            | –            | –             | 36                |         |         |
| Michael Neumayer | 24                 | 10               | 11               | –           | –           | –            | –            | –             | 17                |         |         |
| Danny Queck | –                  | –                | –                | 43          | 47          | –            | –            | 42            | q                 |         |         |
| Martin Schmitt | q                  | –                | 39               | –           | –           | –            | –            | –             | 39                |         |         |
| Felix Schoft | –                  | –                | –                | q           | 48          | –            | –            | 21            | 23                |         |         |
| Georg Späth | 43                 | 30               | q                | –           | –           | 39           | 34           | –             | –                 |         |         |
| Michael Uhrmann | 5                  | –                | –                | 14          | 15          | –            | –            | –             | 27                |         |         |
| Andreas Wank | 47                 | 37               | 27               | 24          | 28          | –            | –            | q             | 46                |         |         |
| Norwegia |                    |                  |                  |             |             |              |              |               |                   |         |         |
| Anders Bardal | –                  | 42               | 32               | 33          | 50          | –            | –            | 39            | 12                |         |         |
| Johan Remen Evensen | 33                 | q                | 35               | –           | –           | –            | –            | 4             | 4                 |         |         |
| Tom Hilde | 16                 | 9                | 4                | 4           | 3           | –            | –            | 2             | 40                |         |         |
| Anders Jacobsen | 18                 | q                | –                | –           | –           | –            | –            | –             | –                 |         |         |
| Bjørn Einar Romøren | 14                 | 50               | q                | 19          | 6           | –            | –            | 8             | 37                |         |         |
| Atle Pedersen Rønsen | –                  | –                | –                | q           | 29          | –            | –            | –             | –                 |         |         |
| Andreas Stjernen | q                  | –                | 37               | –           | –           | –            | –            | 30            | 38                |         |         |
| Rune Velta | q                  | q                | –                | –           | –           | –            | –            | 32            | 7                 |         |         |
| Polska |                    |                  |                  |             |             |              |              |               |                   |         |         |
| Marcin Bachleda | –                  | –                | –                | 13          | –           | –            | –            | –             | –                 |         |         |
| Tomasz Byrt | –                  | –                | –                | q           | –           | –            | –            | –             | –                 |         |         |
| Stefan Hula | 11                 | 22               | 15               | 7           | 43          | 15           | 12           | –             | –                 |         |         |
| Maciej Kot | 10                 | 34               | 3                | 33          | –           | 14           | 13           | –             | –                 |         |         |
| Dawid Kubacki | 6                  | 11               | 7                | 5           | 6           | 2            | 2            | dsq           | 28                |         |         |
| Adam Małysz | 1                  | 4                | 2                | 1           | 4           | –            | –            | 1             | dsq               |         |         |
| Grzegorz Miętus | –                  | –                | –                | 36          | –           | –            | –            | –             | –                 |         |         |
| Krzysztof Miętus | 36                 | 14               | 48               | 9           | 14          | –            | –            | –             | –                 |         |         |
| Łukasz Rutkowski | –                  | –                | –                | –           | –           | –            | –            | 14            | 35                |         |         |
| Kamil Stoch | –                  | –                | –                | 2           | 1           | 3            | 1            | 3             | 1                 |         |         |
| Rafał Śliż | –                  | –                | –                | 27          | –           | 20           | 6            | 11            | 15                |         |         |
| Piotr Żyła | –                  | –                | –                | 49          | –           | –            | –            | –             | –                 |         |         |
| Rosja |                    |                  |                  |             |             |              |              |               |                   |         |         |
| Dmitrij Ipatow | dsq                | q                | 40               | 37          | 26          | 38           | 33           | 33            | 22                |         |         |
| Pawieł Karielin | 25                 | 6                | 43               | 21          | 33          | 8            | 11           | 7             | 13                |         |         |
| Dienis Korniłow | 15                 | 31               | 17               | 19          | 25          | 11           | 19           | 37            | 31                |         |         |
| Roman Trofimow | q                  | 47               | 22               | 35          | 46          | 31           | 22           | q             | q                 |         |         |
| Słowacja |                    |                  |                  |             |             |              |              |               |                   |         |         |
| Tomáš Zmoray | q                  | q                | 50               | q           | 35          | –            | –            | q             | 42                |         |         |
| Słowenia |                    |                  |                  |             |             |              |              |               |                   |         |         |
| Jernej Damjan | q                  | 45               | 46               | –           | –           | –            | –            | 16            | 48                |         |         |
| Robert Hrgota | –                  | –                | –                | 50          | 45          | 29           | 34           | –             | –                 |         |         |
| Robert Kranjec | 37                 | 46               | 43               | 29          | 12          | –            | –            | 20            | –                 |         |         |
| Mitja Mežnar | 44                 | 36               | 28               | 40          | 32          | 25           | 20           | –             | –                 |         |         |
| Primož Pikl | 29                 | 41               | 33               | 38          | 30          | 33           | 16           | q             | 34                |         |         |
| Peter Prevc | 22                 | 15               | 41               | 30          | 24          | –            | –            | 9             | 11                |         |         |
| Jurij Tepeš | 31                 | 32               | 21               | 41          | 49          | 24           | 30           | 43            | q                 |         |         |
| Rok Zima | –                  | –                | –                | –           | –           | 28           | 24           | 12            | 49                |         |         |
| Szwajcaria |                    |                  |                  |             |             |              |              |               |                   |         |         |
| Simon Ammann | 6                  | 8                | 8                | –           | –           | –            | –            | –             | –                 |         |         |
| Pascal Egloff | q                  | –                | q                | –           | –           | –            | –            | –             | –                 |         |         |
| Marco Grigoli | q                  | –                | q                | –           | –           | –            | –            | 25            | 18                |         |         |
| Andreas Küttel | 48                 | 49               | q                | –           | –           | –            | –            | 15            | 42                |         |         |
| Adrian Schuler | –                  | –                | q                | –           | –           | –            | –            | –             | –                 |         |         |
| Ukraina |                    |                  |                  |             |             |              |              |               |                   |         |         |
| Wołodymyr Boszczuk | 46                 | q                | q                | q           | q           | –            | –            | –             | –                 |         |         |
| Witalij Szumbareć | q                  | q                | q                | q           | q           | –            | –            | –             | –                 |         |         |
| Włochy |                    |                  |                  |             |             |              |              |               |                   |         |         |
| Sebastian Colloredo | 42                 | 39               | q                | –           | –           | –            | –            | 22            | q                 |         |         |
| Diego Dellasega | 49                 | q                | q                | –           | –           | –            | –            | 41            | q                 |         |         |
| Roberto Dellasega | q                  | –                | –                | –           | –           | –            | –            | –             | –                 |         |         |
| Andrea Morassi | q                  | 34               | 42               | –           | –           | –            | –            | 26            | 44                |         |         |
| Legenda |                    |                  |                  |             |             |              |              |               |                   |         |         |
| 1-3 4-30 poniżej 30 q – zawodnik nie zakwalifikował się dns – Zawodnik zakwalifikowany nie wystartował w konkursie dsq – Zawodnik zdyskwalifikowany w konkursie – – Zawodnik niezgłoszony do konkursu |                    |                  |                  |             |             |              |              |               |                   |         |         |

## Konkursy drużynowe
| Zawodnik            | Hinterzarten 07.08 |
| ------------------- | ------------------ |
| Austria             | 6                  |
| Thomas Morgenstern  | +                  |
| Andreas Strolz      | +                  |
| David Unterberger   | +                  |
| David Zauner        | +                  |
| Czechy              | 7                  |
| Lukáš Hlava         | +                  |
| Roman Koudelka      | +                  |
| Jan Matura          | +                  |
| Borek Sedlák        | +                  |
| Finlandia           | 5                  |
| Janne Ahonen        | +                  |
| Matti Hautamäki     | +                  |
| Kalle Keituri       | +                  |
| Harri Olli          | +                  |
| Japonia             | 4                  |
| Daiki Itō           | +                  |
| Noriaki Kasai       | +                  |
| Taku Takeuchi       | +                  |
| Fumihisa Yumoto     | +                  |
| Kazachstan          | 13                 |
| Nikołaj Karpienko   | +                  |
| Aleksiej Korolow    | +                  |
| Jewgienij Lowkin    | +                  |
| Radik Żaparow       | +                  |
| Korea Południowa    | 11                 |
| Choi Heung-chul     | +                  |
| Choi Yong-jik       | +                  |
| Kang Chil-ku        | +                  |
| Kim Hyun-ki         | +                  |
| Niemcy              | 3                  |
| Severin Freund      | +                  |
| Michael Neumayer    | +                  |
| Michael Uhrmann     | +                  |
| Andreas Wank        | +                  |
| Norwegia            | 2                  |
| Johan Remen Evensen | +                  |
| Tom Hilde           | +                  |
| Anders Jacobsen     | +                  |
| Bjørn Einar Romøren | +                  |
| Polska              | 1                  |
| Maciej Kot          | +                  |
| Dawid Kubacki       | +                  |
| Krzysztof Miętus    | +                  |
| Adam Małysz         | +                  |
| Rosja               | 8                  |
| Dmitrij Ipatow      | +                  |
| Pawieł Karielin     | +                  |
| Dienis Korniłow     | +                  |
| Roman Trofimow      | +                  |
| Słowenia            | 9                  |
| Robert Kranjec      | +                  |
| Mitja Mežnar        | +                  |
| Primož Pikl         | +                  |
| Peter Prevc         | +                  |
| Szwajcaria          | 12                 |
| Simon Ammann        | +                  |
| Pascal Egloff       | +                  |
| Marco Grigoli       | +                  |
| Andreas Küttel      | +                  |
| Ukraina             | 14                 |
| Wołodymyr Boszczuk  | +                  |
| Witalij Szumbareć   | +                  |
| Wołodymyr Werediuk  | +                  |
| Wasyl Żurakiwski    | +                  |
| Włochy              | 10                 |
| Sebastian Colloredo | +                  |
| Diego Dellasega     | +                  |
| Roberto Dellasega   | +                  |
| Andrea Morassi      | +                  |

## Klasyfikacje

### Klasyfikacja indywidualna
Stan po zakończeniu LGP 2010
| Miejsce | Zawodnik           | Występy | Punkty |
| ------- | ------------------ | ------- | ------ |
| 1.      | Daiki Itō          | 7       | 530    |
| 2.      | Kamil Stoch        | 6       | 500    |
| 3.      | Adam Małysz        | 7       | 480    |
| 4.      | Thomas Morgenstern | 7       | 383    |
| 5.      | Dawid Kubacki      | 9       | 348    |
| 6.      | Tom Hilde          | 7       | 284    |
| 7.      | Severin Freund     | 7       | 230    |
| 8.      | Kalle Keituri      | 7       | 182    |
| 9.      | David Zauner       | 6       | 176    |
| 10.     | Pawieł Karielin    | 9       | 168    |
| ...     |                    |         |        |

### Klasyfikacja drużynowa
Stan po zakończeniu LGP 2010
| Miejsce | Kraj             | Występy | Punkty |
| ------- | ---------------- | ------- | ------ |
| 1.      | Polska           | 10      | 2173   |
| 2.      | Japonia          | 10      | 1351   |
| 3.      | Austria          | 10      | 997    |
| 4.      | Norwegia         | 8       | 910    |
| 5.      | Niemcy           | 10      | 812    |
| 6.      | Finlandia        | 10      | 677    |
| 7.      | Czechy           | 10      | 417    |
| 8.      | Rosja            | 10      | 334    |
| 9.      | Słowenia         | 10      | 226    |
| 10.     | Szwajcaria       | 5       | 139    |
| 11.     | Francja          | 4       | 101    |
| 12.     | Korea Południowa | 5       | 68     |
| 13.     | Bułgaria         | 3       | 61     |
| 14.     | Kazachstan       | 10      | 29     |
| 15.     | Włochy           | 5       | 14     |
| 16.     | Słowacja         | 3       | 0      |
| 16.     | Ukraina          | 2       | 0      |

### KlasyfikacjaTurnieju Czterech Narodów
Stan po zakończeniu LGP 2010
| Miejsce | Zawodnik           | Występy | Punkty |
| ------- | ------------------ | ------- | ------ |
| 1.      | Adam Małysz        | 3       | 648,6  |
| 2.      | Thomas Morgenstern | 3       | 633,7  |
| 3.      | Daiki Itō          | 3       | 632,5  |
| 4.      | Kalle Keituri      | 3       | 599,2  |
| 5.      | Simon Ammann       | 3       | 592,8  |
| 6.      | David Zauner       | 3       | 592,1  |
| 7.      | Tom Hilde          | 3       | 589,3  |
| 8.      | Dawid Kubacki      | 3       | 587,3  |
| 9.      | Taku Takeuchi      | 3       | 575,4  |
| 10.     | Severin Freund     | 3       | 572,7  |
| ...     |                    |         |        |

## Zwycięzcy kwalifikacji do zawodów
| Nr | Data kwalifikacji   | Data konkursu       | Miejsce      | Zawodnik              | Źr.    |
| -- | ------------------- | ------------------- | ------------ | --------------------- | ------ |
| 1. | 6 sierpnia 2010     | 8 sierpnia 2010     | Hinterzarten | Dawid Kubacki         | [ 3 ]  |
| 2. | 12 sierpnia 2010    | 13 sierpnia 2010    | Courchevel   | David Zauner          | [ 4 ]  |
| 3. | 15 sierpnia 2010    | 15 sierpnia 2010    | Einsiedeln   | Maciej Kot            | [ 6 ]  |
| 4. | 19 sierpnia 2010    | 20 sierpnia 2010    | Wisła        | Kamil Stoch           | [ 7 ]  |
| 5. | 21 sierpnia 2010    | 21 sierpnia 2010    | Wisła        | Robert Kranjec        | [ 8 ]  |
| 6. | 27 sierpnia 2010    | 28 sierpnia 2010    | Hakuba       | Borek Sedlák          | [ 10 ] |
| 7. | 29 sierpnia 2010    | 29 sierpnia 2010    | Hakuba       | Fumihisa Yumoto       | [ 11 ] |
| 8. | 30 września 2010    | 1 października 2010 | Liberec      | Robert Kranjec        | [ 12 ] |
| 9. | 2 października 2010 | 3 października 2010 | Klingenthal  | Gregor Schlierenzauer | [ 13 ] |